# Espaço vectorial topológico
Em matemática, e em especial em análise funcional, um espaço vectorial topológico combina as noções de espaço vectorial e espaço topológico, de forma que as operações usuais definidas no espaço vectorial sejam funções contínuas.
O conceito de espaço vectorial topológico ou espaço linear topológico (ELT) generaliza as técnicas em espaços normados para espaços vectoriais onde pode não ser possível definir uma norma.
Observe também que embora os ELT sejam estruturas bastante gerais, nem sempre um espaço métrico linear é um ELT.

## Definição
V sobre K é um espaço vectorial topológico quando:
- V é um espaço topológico com uma topologia {\displaystyle \tau }
- K é um corpo topológico (em geral, K é o conjuntos dos números reais ou dos números complexos).
- V é um espaço vetorial sobre K
- os traços são contínuos nas topologias produtos, ou seja:
  - {\displaystyle f:V\times V\to V,} definida como {\displaystyle f(x,y)=x+y,} é uma função contínua.
  - {\displaystyle g:K\times V\to V,} definida como {\displaystyle g(\alpha ,x)=\alpha x,} é uma função contínua.

Muitos autores exigem ainda que a topologia {\displaystyle \tau } seja Hausdorff.
Alguns autores exigem ainda que o espaço V seja localmente convexo, ou seja, que exista uma base formada por conjuntos convexos.

## Propriedades
- Todo corpo topológico, sendo um espaço vectorial (de dimensão 1) sobre si mesmo, é um espaço vectorial topológico.
- Todo espaço normado, considerando-se a topologia canónica induzida pela norma, é um espaço vectorial topológico.
- Dada uma família de espaços vectoriais topológicos sobre o mesmo corpo K, o seu produto cartesiano (considerando-se a estrutura de espaço vectorial do produto, com a topologia produto), é um espaço vectorial topológico.
- Se V é um espaço vectorial topológico e W é um subespaço vectorial de V, então W é um espaço vectorial topológico.

## Classificação dos espaços vectoriais topológicos
- Um espaço é dito localmente convexo se sua topologia admite uma base local formada por conjuntos convexos.
- Um espaço é dito localmente limitado se existe um conjunto aberto limitado contendo a origem.
- Um espaço é dito localmente compacto se existe um conjunto aberto pré-compacto contendo a origem.
- Um espaço é dito tonelado se todo conjunto tonelado é uma vizinhança da origem.
- Um espaço é dito métrico ou metrizável se sua topologia é compatível com uma métrica.
- Um espaço é dito normado ou normável se sua topologia é compatível com uma norma.
- Um espaço é dito um F-espaço o se sua topologia é compatível com uma métrica invariante completa.
- Um espaço é dito um de Fréchet se for um F-espaço localmente convexo.